# Protaetia brevitarsis
Protaetia brevitarsis är en skalbaggsart som beskrevs av George Lewis 1879. Den ingår i släktet Protaetia och familjen Cetoniidae. Utöver nominatformen finns också underarten P. b. fairmairei.